# Roland TR-808
La TR-808 est un instrument de musique électronique de la famille des boîte à rythmes fabriqué entre 1980 et 1983 par la société Roland.

## Historique

### Production
La TR-808 (TR pour « Transistor Rhythm ») fait notamment suite aux modèles CR-78 et CR-8000 et s'inscrit dans le haut de gamme des instruments de ce type, la destinant à un usage professionnel. Sa conception a été supervisée par Makoto Murio, elle a été conçue par M. Nakamura et M. Matsuoka. De construction robuste et dotée d'une programmation élaborée, la TR-808 se distingue par un système ergonomique d'édition pas-à-pas via son clavier de 16 touches qui deviendra la norme sur les boites à rythmes. Sa concurrente directe, la LinnDrum de Roger Linn utilisant des échantillons de percussions et non des sons de synthèse, est vendue quatre fois plus cher.
En 1982, elle est notamment utilisée dans les tubes Sexual Healing de Marvin Gaye et Planet Rock d'Afrika Bambaataa et The Soulsonic Force, S.O.S. Band, Loose Ends, etc.
Environ 12 000 exemplaires de la TR-808 ont été fabriqués quand sa production est arrêtée. En effet, l'arrivée de la norme MIDI la rend obsolète. De plus un des composants clé (un transistor défectueux contribuant au son typique qui la distingue) devient indisponible à la suite de l'écoulement du stock récupéré par Roland. La TR-909, qui lui succède directement au catalogue Roland, sort en 1984, puis la TR-707 en 1985, première boîte à rythmes Roland entièrement numérique.

### Regain d’intérêt
La TR-808 connaît un renouveau à la fin des années 1980 et ultérieurement, grâce à des courants musicaux comme la new beat, le hip-hop, la house ou l'electro. Ce regain d'intérêt est autant lié à son prix très abordable à l'époque sur le marché de l'occasion qu'aux qualités propres de la machine (simplicité de programmation, solidité, et surtout des sons très dynamiques et très typés). L'objectif n'est plus de simuler le mieux possible un batteur ou un percussionniste mais de produire des lignes rythmiques munies d'une couleur propre.
Au fil du temps, la TR-808 a été énormément échantillonnée, copiée et clonée, et devenant un classique des instruments électroniques.
Dans les années 2000, sa notoriété la classe au statut d'instrument culte, qualifiée de « légende » ou d’« icône ».
En 2014, Roland annonce la sortie de la TR-08, une boite à rythmes numérique utilisant des algorithmes de modélisation analogique pour simuler au détail près (son, programmation) la TR-808,.

## Description

### Sonorité
La TR-808 génère de manière analogique 16 sons peu réalistes inspirés des grosse caisse, caisse claire, toms, congas, maracas, clap, claves, rimshot, cowbell, cymbale, et charleston (ouvert et fermé). Même si ce manque de réalisme ne permet pas de la substituer à une vraie batterie, son caractère unique inspire de nombreux artistes. Les sons de grosse caisse et de "cowbell" sont particulièrement caractéristiques,.

### Caractéristiques techniques
- 12 voix de polyphonie
- 16 sonorités (commutables) dont certaines paramétrables
- 1 séquenceur de 64 mesures et 12 morceaux (résolution maximale de 32 pas par mesure), 768 mesures au total
- 4 mesures intro/fill in en 2 banques (A et B)
- Accentuation commune à tous les sons
- Synchronisation externe par DIN sync
- 11 sorties séparées, 2 mixées, 3 triggers
- 3 piles AA pour la mémoire
- 508×305×105 mm, 5 kg